# Червара (Парма)
Червара (итал. Cervara) је насеље у Италији у округу Парма, региону Емилија-Ромања.
Према процени из 2011. у насељу је живело 580 становника. Насеље се налази на надморској висини од 36 м.